# Demetrios Tsafendas

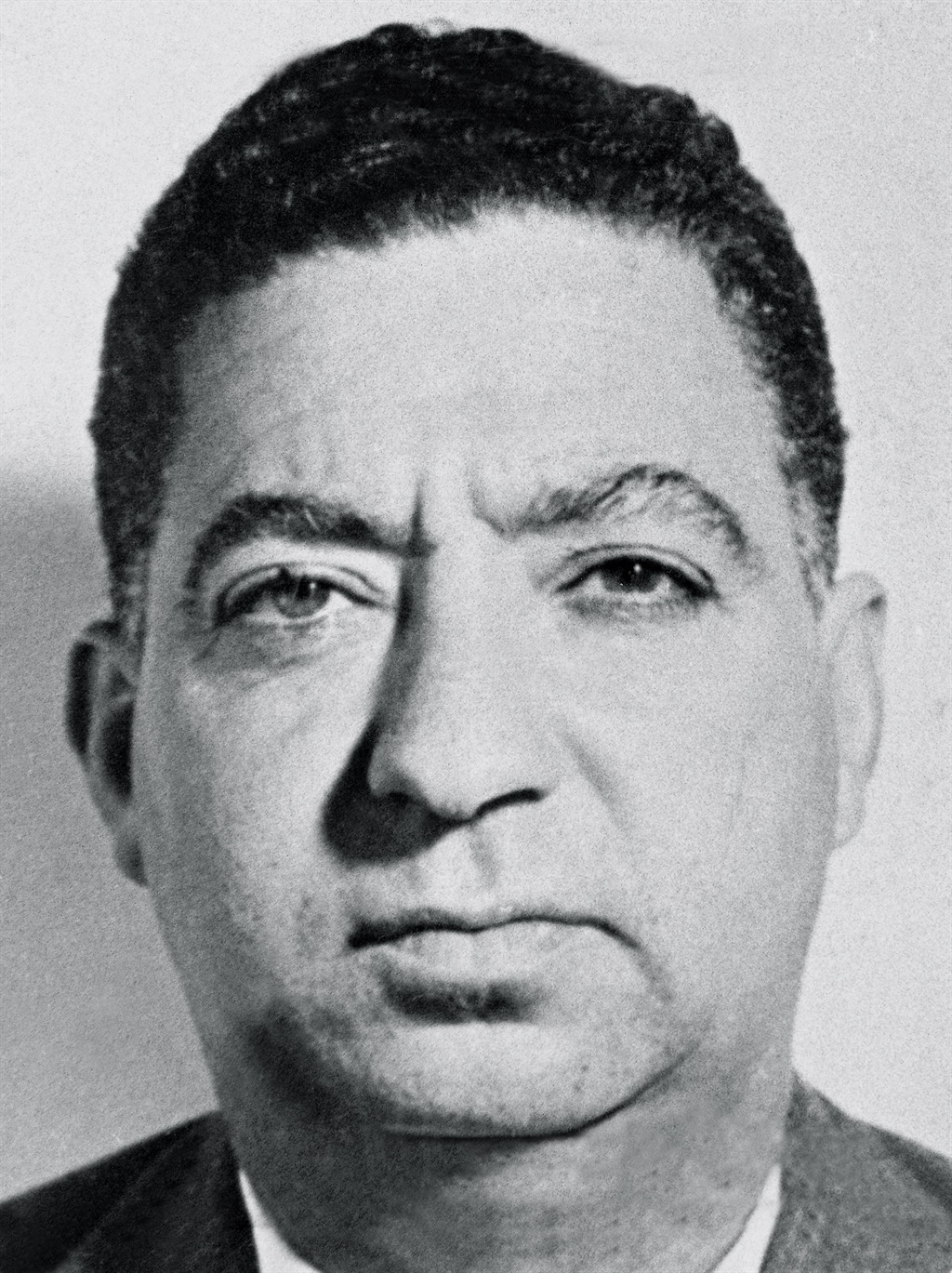
Dimitri Tsafendas

Demetrios Tsafendas oder Dimitri Tsafendas, auch Demitrios Mimikos Tsafandakis (griechisch Δημήτρης Τσαφέντας, * 14. Januar 1918 in Lourenço Marques; † 7. Oktober 1999 in Krugersdorp), war ein südafrikanischer Parlamentsangestellter, der am 6. September 1966 den mit der Apartheid in Verbindung stehenden Premierminister der Südafrikanischen Union Hendrik Verwoerd ermordete. Der Verlauf seiner Lebensgeschichte und seine Motive sind bis heute Gegenstand der historischen Forschung. Nachdem ältere Forschungen ein durchwegs negatives Bild Tsafendas’ gezeichnet hatten, erfuhr sein Werdegang 2019 vom Politologen Harris Dousemetzis eine umfassende Neubewertung.
Vor seinem Attentat auf den seit 1958 regierenden Premier hatte Tsafendas unter drei hochrepressiven staatlichen Systemen gelitten – Portugal, Kolonie Mosambik und Südafrika –, was als Triebfeder für seine Tat gesehen werden kann.

## Leben

### Herkunft
Tsafendas hat über seine leibliche Mutter Amelia Williams bis zum Alter von 17 Jahren nichts gewusst. Angeblich war Amelias Vater Deutscher und die Mutter eine Swasi. Somit hätte Amelia in der Kolonie Mosambik als Mulattin gegolten. Michaelis Tsafandakis, der Vater von Tsafendas, 1885 auf Kreta geboren, war Schiffsingenieur und wandte sich während seines Studiums in Italien dem Anarchismus zu. Die Familie schiffte sich nach Alexandria ein – keine ungewöhnliche Fahrt übers Mittelmeer, denn sie bewegte sich innerhalb des Osmanischen Reiches. Von Ägypten zog Michaelis nach Südafrika. In Lourenço Marques begann er 1916 eine Liaison mit Amelia. Der Vater von Demetrios Tsafendas fühlte sich revolutionären Idealen verpflichtet, so war es zeitweise sein Wunsch, als Interbrigadist am Spanischen Bürgerkrieg teilzunehmen.

### Wanderjahre
Das Vorschulkind Demetrios wuchs bei seiner Großmutter väterlicherseits in Alexandria auf, später bei seiner Stiefmutter Marika im südlichen Afrika. Den 7-jährigen Jungen gab der Vater dann in das Internat einer Middelburger Schule. Als der Vater während der Weltwirtschaftskrise in der Klemme steckte, kam der Junge in eine Schule der Anglikanischen Mission. In Mosambik besuchte Demetrios eine portugiesische Missionsschule. 1936 ging er illegal nach Südafrika zurück, wurde aber nach Mosambik deportiert. Der Vater erreichte für den Sohn eine Aufenthaltsgenehmigung in Südafrika. 1938 besuchte er dort drei Monate ein College und arbeitete im Bergbau als Schweißer. 1941 hielt er sich in Kapstadt auf. In seiner Jugend entwickelte er widersprüchliche weltanschauliche Ansichten, so bekannte er sich einerseits zum Kommunismus, war aber auch Mitglied einer Kirchgemeinde. In dieser Zeit verkürzte er seinen Familiennamen von Tsafandakis auf Tsafendas, da er erfuhr, dass -akis ein von den Osmanen aufgezwungener Diminutiv war.
Auf seinen Schiffsreisen im Dienst US-amerikanischer Frachtflotten verstieß Tsafendas 1942 in Kanada gegen die Einwanderungsgesetze. Er wurde festgenommen, konnte jedoch entkommen und setzte sich in die USA ab, wo er erneut festgenommen wurde. Bei Konflikten mit der Staatsgewalt stellte er sich häufig geisteskrank, so kam er in ein Bostoner psychopathologisches Krankenhaus und wurde daraus im August 1943 entlassen. Der Zwangsverschickung aus den USA entzog er sich mehrmals erfolgreich und lag, nach Darstellung ihm abgeneigter Biographen, in den Vereinigten Staaten bis zum 27. September 1947 – dem Tag der Deportation nach Griechenland – in etlichen Krankenhäusern. Nach anderer Darstellung soll er in bis 1947 ordentlichen Dienst bei der US-Handelsmarine geleistet haben. Bis 1949 arbeitete er in Griechenland für die Amerikaner als Übersetzer bzw. unterstützte die Kommunisten im griechischen Bürgerkrieg. Er suchte dann, mit einem Flüchtlingspass versehen, in Frankreich, Spanien und Portugal Arbeit. In Portugal wurde dieser Pass nicht akzeptiert, die dortige Geheimpolizei Polícia Internacional e de Defesa do Estado überwachte Tsafendas und führte seit seinem 20. Lebensjahr eine Akte über ihn.
Tsafendas saß als mosambikanischer Wehrdienstverweigerer und Sympathisant der Unabhängigkeitsbewegung ein halbes Jahr in einem dortigen Gefängnis und wurde 1951 ins portugiesische Mutterland ausgewiesen. Danach durfte er Portugal nicht verlassen und schlug sich bis 1953 als Straßenhändler durch. Der nächste Fluchtversuch aus Portugal brachte ihm ein Jahr Freiheitsentzug mit Elektroschock-Behandlung. Endlich erhielt er einen portugiesischen Pass und bereiste damit als Textilienverkäufer West-Deutschland, Dänemark, Schweden und England. In Großbritannien nahm er an Demonstrationen der Antiapartheid-Bewegung teil. Zwischendurch kehrte er nach Portugal zurück. Da er sich, wenn es ihm sinnvoll erschien, häufig geisteskrank stellte, ist es plausibel, dass Tsafendas längere Zeit in einem englischen Krankenhaus lag. Die Engländer deportierten ihn 1959 nach Deutschland. Tsafendas hat immer einen Wohnsitz in Südafrika favorisiert. Der Weg dorthin führte ihn über den Balkan und von Piräus nach Alexandria. Die Ägypter aber deportierten ihn nach Beirut. Nun konnte Tsafendas in Israel und in der Türkei als Englischlehrer arbeiten. 1961 ging er zurück nach Portugal. Unterwegs besuchte er auf Kreta Verwandte.
Portugal amnestierte Tsafendas 1962. Er durfte im Oktober 1963 nach Mosambik zurückkehren. Im November wurde ihm durch die Bestechlichkeit eines Beamten der Besuch Südafrikas erlaubt, das Geld hatte seine Familie bezahlt. Er ging nach Pretoria und besuchte 1964 seine Schwester in Rhodesien. Über Malawi kehrte er darauf nach Mosambik zurück. Ab März 1965 hatte Tsafendas in Durban unter anderem als Gerichtsdolmetscher gearbeitet. Ab August 1965 wohnte er in Kapstadt-Bellville-Süd und wechselte bis Ende Juli 1966 des Öfteren sowohl den Job als auch den Wohnsitz. Zuletzt wohnte er in Rondebosch. Am 1. August 1966 wurde Tsafendas beim Parlament als Bote vorläufig angestellt. Am 6. September 1966 näherte sich Tsafendas dem Premier während einer Parlamentssitzung, zückte ein verborgenes Messer und stach seinem Opfer etwa viermal in den Rumpf. Verwoerd starb. Der Attentäter kam ins Gefängnis. In Anschluss an die Tat kam es zu Racheandrohungen und Gewalt gegen griechischstämmige Südafrikaner.

### Gefangenschaft
Am 26. Oktober 1966 wurde Tsafendas nach Robben Island gebracht und dann am 14. November in den Hochsicherheitstrakt des Hauptgefängnisses Pretoria eingeliefert. Unter Folter gab der Gefangene an, er habe einen Teufelswurm im Leibe. Dieser spräche zu ihm. Laut Harris Dousemetzis sollte so, in Absprache mit dem damaligen Justizminister Balthazar Johannes Vorster, der Eindruck vermieden werden, der südafrikanische Staat sei seinen politischen Gegnern nicht gewachsen, denn eine Woche nach dem Attentat hatte Tsafendas der Polizei zunächst noch angegeben, er habe die Tat begangen, weil ihn die Rassenpolitik des Premiers angewidert habe: „Ich war fest überzeugt, dass mit dem Verschwinden des südafrikanischen Premierministers ein Wandel der Politik eintreten würde.“ Und weiter: „Es war meine eigene Idee, ihn zu töten... Es war mir egal, was danach mit mir passieren würde. Ich war über die Rassenpolitik so empört, dass ich meinen Plan, den Premierminister umzubringen, durchgeführt habe.“ Ein griechischer Priester, der Tsafendas im Gefängnis besucht hatte, gab Dousemetzis gegenüber an, der Gefangene habe gehofft, nach dem von ihm vermuteten baldigen Ende der Apartheid von einer Nachfolgeregierung begnadigt zu werden.
Laut einer anderen Quelle habe der Täter als Motiv angegeben, Verwoerd habe die Schwarzen den Weißen vorgezogen. Als Schizophrener wurde er nicht des Mordes angeklagt, der Richter Andries Beyers gab 1966 zu Protokoll: „Ich kann über einen Mann, dem alle Anlagen zu rationalem Denken fehlen, so wenig Recht sprechen wie über einen Hund oder über einen toten Gegenstand.“ Tsafendas blieb allerdings bis zu seinem Tode in Haft. Zeugen berichteten, dass er dort ständigen Erniedrigungen (Schläge; Urin und Speichel von Aufsehern im Essen) durch das Gefängnispersonal ausgesetzt war. 1994 verlegte ihn die erste frei und allgemein gewählte Regierung Südafrikas unter Nelson Mandela in eine psychiatrische Klinik, wo er bis zuletzt an der Richtigkeit seiner Tat festhielt. Er starb an einer Lungenentzündung und wurde nach griechisch-orthodoxem Ritus beigesetzt.

## Adaptionen
Film
- 1999 Film (48 min Doku) von Liza Key: The furiosus (etwa: Der Rasende)[17][18] (englisch)

Sprechtheater
- 1985 Matthew Krouse,[19] Robert Colman: Famous Dead Man (etwa: Berühmter toter Mann)[20]
- 2001 Anton Krueger[21]: Living in Strange Lands (etwa: Das Leben in fremden Ländern)[22][23]
- 2003 Antony Sher: ID (nach Henk van Woerdens oben zitiertem Buch)[24]
- Ian Hadfield: Conversations with a Tapeworm (Gespräche mit einem Bandwurm)[25]